# Carinopontonia
Carinopontonia is een geslacht van kreeftachtigen uit de klasse van de Malacostraca (hogere kreeftachtigen).

## Soort
- Carinopontonia paucipes Bruce, 1988